# Jack Wrather
Jack Wrather (24 mai 1918 - 12 novembre 1984) était un entrepreneur américain, milliardaire du pétrole puis directeur d'une société de médias, la Wrather Company. Producteur de télévision, il participa à la fondation de PBS avec la station KCET de Los Angeles.

## Biographie
Né à Amarillo, au Texas, Jack Wrather travailla d'abord sur les champs pétrolifères. Au début des années 1940, il prend la présidence de la société pétrolière de son père malade la Overton Refining Company. Après son service militaire dans la Marine de 1942 à 1944, il s'installe en Californie. Il y rencontre la jeune actrice Bonita Granville. L'actrice est proche de Ronald Reagan et le présente à Wrather. Il fonde Jack Wrather Pictures en 1946 et devient producteur cinématographique puis épouse Bonita Granville, le 5 février 1947 . Le premier film qu'il produit est The Guilty, mettant en scène Don Castle et Bonita Granville.
En 1955, il fut approché par Walt Disney, un de ses amis, pour financer un hôtel à côté de Disneyland. Ce fut le Disneyland Hotel à Anaheim, Californie
Il acheta aussi le paquebot Queen Mary à Long Beach, Californie et quelques bâtiments autour qu'il développa en zone touristique.
Jusqu'à sa mort en 1984 il refusa de revendre ses droits à la Walt Disney Company. Ses ayants droit ne parvinrent à un accord qu'en janvier 1988. Le 21 janvier 1988, Disney signa le rachat des possessions de la Wrather Company pour 152 millions $ et 89 millions de dette.
Disney racheta l'intégralité de la société, mais revendit les propriétés de Long Beach à la municipalité en 1992.